# 葉山さつき
葉山 さつき（はやま さつき、1954年 - ）は、ラジオパーソナリティー、元RKB毎日放送のアナウンサー。

## 人物
福岡県福岡市出身。1975年にRKB毎日放送のアナウンス部に入社する。1980年に退社した後、結婚し、出産・育児を経て、2000年を過ぎたころより活動を再開する。古巣のRKBラジオに出演。自称「動く博多人形」。夫の仕事の関係で宮崎県に居住していたことがある。

## テレビ
- RKBテレビキャラバン（1977年10月3日 - 1979年9月14日）
- ザ・ベストテン（TBS、RKB追っかけウーマン・ラジオベストテン情報RKBラジオ担当。[4]）

## ラジオ
- RKBラジオ
  - 坂口卓司のラジコミ。 （2004年4月5日 - 2006年9月29日）（月曜～金曜 15:00～16:45）- 木・金曜担当
  - 門馬良 デイリーファイル（2006年10月2日 - 2009年4月3日）（月曜～金曜 16:00～17:00）
  - 門馬良 今日も気分上々（2009年4月6日 - 2010年4月2日）（月曜～金曜 9:00～13:00）
  - 中西一清スタミナラジオ（2011年5月30日 - 2012年3月28日）（月曜～金曜 7:00～9:00） - 月～水曜担当
  - 葉山さつきの朝からゴメンなさい! （2015年4月 - 2016年9月）（日曜 8:30～9:00）（九州・山口のJRN各局にもネット。）
  - 川上政行の今日もゴメンなさい!→ 川上政行と葉山さつきのこんな二人でごめんなさい!（2018年10月7日 - 2019年9月29日・2019年10月6日 - 2023年12月31日 、RKBラジオ）
  - 池田親興のまんてんサンデー（日曜 12:00～17:25）
  - 安藤豊 どんどこサタデー（土曜 6:30～10:00）
  - 開店! ウメ子食堂（月曜～金曜 9:00～13:00、月～水曜担当）